# Saïd Atthoumani

Saïd Atthoumani est un homme politique comorien .

## Biographie
Il sert comme ministre de l'Intérieur de l'État comorien en 1975 lorsque les Comores obtiennent leur indépendance  mais perd ce poste lors de la prise de pouvoir d'Ali Soilih. Le 13 mai 1978, Atthoumani aide à orchestrer un coup d'État dans lequel Soilih a été renversé.
Jusqu'au 23 mai 1978, Atthoumani est président du Directoire politico-militaire prenant en charge l'État des Comores. Dix jours après le coup d'État, les deux hommes qui avaient financé le coup d'État, l'ancien président Ahmed Abdallah (lui-même victime du coup d'État de 1975) et l'ancien vice-président Ahmed Mohamed, rentrent à Moroni après avoir été exilés à Paris. Après qu'Atthoumani leur ait officiellement cédé le pouvoir, ils s'installent en tant que coprésidents, rebaptisant l'État en République fédérale et islamique des Comores. Peu de temps après, Abdallah est nommé président unique .
Peu d'autres informations sont disponibles sur Atthoumani si ce n'est que plusieurs autres membres de sa famille étaient des hommes politiques. Il est le neveu de Said Mohamed Jaffar, président du Conseil exécutif national des Comores d'août 1975 au 3 janvier 1976.